# Клужская, Марамурешская и Сэлажская митрополия
Клу́жская, Мараму́решская и Сэла́жская митропо́лия (рум. Mitropolia Clujului, Maramureșului și Sălajului) — митрополия в составе Румынской православной церкви на северо-западе Румынии.
В состав митрополии входят:
- Вадская, Фелякская и Клужская архиепископия (управляется митрополитом)
- Марамурешская и Сатмарская епархия
- Сэлажская епархия

## История
Митрополия Клужа, Албы, Кришаны и Марамуреша была образована 4 ноября 2005 года путём выделения из состава Трансильванской митрополии. Это было следствием внутренней борьбы среди иерархов Румынской православной церкви, возникшей после смерти митрополита Трансильванского Антония (Плэмэдялэ) 29 августа того же года. Фактически новой митрополии передали практически всю Трансильванскую митрополии, за исключением Сибиуской архиепископии и епархии Ковасны и Харгиты. В октябре 2007 года в составе Клужской митрополии образована Сэлажская епархия. В феврале 2012 года архиепископия Алба-Юлии и Орадская епархия были возвращены Трансильванской митрополии.

## Митрополиты
- Варфоломей (Анания) (4 ноября 2005 — 31 января 2011)
- Андрей (Андрейкуц) (с 25 марта 2011)